# Alliance (Karolina Północna)
Alliance – miasto w Stanach Zjednoczonych, w stanie Karolina Północna, w hrabstwie Pamlico.